# Личный чемпионат СССР по шахматной композиции 1983
Чемпионат СССР по шахматной композиции 1983 — 14-й личный чемпионат.
Всесоюзный чемпионат проводился по четырём разделам: двух-, трёх-, многоходовые задачи и этюды, опубликованные в период с 1977 по 1978 год. Соревнование проводилось в два этапа. К участию в полуфинале допускались гроссмейстеры и мастера шахматной композиции, финалисты 13-го личного чемпионата, а также победители международных и всесоюзных соревнований (по 5 человек) и республиканских (по 3 человека). Спортсмены могли участвовать в каждом разделе с не более чем 6 произведениями. В каждом разделе судьи выбирали 20 лучших композиций, авторы которых проходили во второй этап — финал, где порядок мест определялся по сумме баллов, набранных четырьмя лучшими композициями автора. Коллективное произведение приносило финалисту полный балл, которым оно было оценено, независимо от числа соавторов. 
Всего в чемпионате приняли участие 90 авторов с 500 композициями.  
Главный судья — А. Гуляев.

## Двухходовки
П/ф — 170 задач 37 авторов. Финал — 54 задачи 15 авторов.
Судья — Ю. Вахлаков.
1. В. Мельниченко — 45 баллов; 

2. Я. Владимиров — 42; 

3. В. Лукьянов — 38; 

4—5. В. Руденко и Ю. Сушков — по 37; 

6. М. Марандюк — 36; 

7. Д. Банный — 35; 

8. В. Копаев — 35; 

9. В. Лидер — 34; 

10. И. Кисис — 34; 

11—12. А. Лобусов и Ю. Фокин — по 31; 

13. Ю. Антонов — 30; 

14. Г. Святов — 28; 

15. Л. Загоруйко — 14.
Лучшая композиция — Загоруйко.

## Трёхходовки
П/ф — 122 задачи 29 авторов. Финал — 52 задачи 16 авторов.
Судья — А. Феоктистов.
1. А. Лобусов — 47 баллов; 

2. В. Руденко — 42; 

3. Ф. Давиденко — 41; 

4—5. Л. Загоруйко и В. Копаев — по 39; 

6. М. Кузнецов — 38; 

7. А. Калинин — 37; 

8. С. Пугачёв — 35; 

9. М. Марандюк — 35; 

10. Ю. Маркер — 34; 

11. Л. Макаронец — 34; 

12. А. Ярославцев — 33; 

13. Р. Кофман — 30; 

14. В. Пильченко — 28; 

15. В. Парфирьев — 20; 

16. Л. Капуста — 12.
Лучшие композиции — Давиденко; Загоруйко; Копаев и Лобусов; Лобусов; Маркер.

## Многоходовки
П/ф — 87 задач 23 авторов. Финал — 41 задача 15 авторов.
Судья — Я. Владимиров.
1. В. Руденко — 46 баллов;
2. И. Крихели — 42;
3. А. Феоктистов — 41;
4. М. Кузнецов — 37;
5. Ф. Давиденко — 36;
6. А. Попандопуло — 35;
7. М. Марандюк — 34;
8. А. Кузовков — 31;
9. А. Лобусов — 31;
10. Я. Суворов — 20;
11. Е. Богданов — 20;
12. Н. Леонтьева — 19;
13. В. Сычёв — 18;
14. А. Ярославцев — 13;
15. Р. Кофман — 10.

Лучшая композиция — Давиденко.

## Этюды
П/ф — 121 этюд 26 авторов. Финал — 34 этюда 11 авторов.
Судья — Л. Митрофанов.
1. Н. Кралин — 48 баллов;
2. Д. Гургенидзе — 47;
3. Л. Кацнельсон — 39;
4. В. Каландадзе — 33;
5. Г. Каспарян — 30;
6. В. Козырев — 29;
7. С. Белоконь — 27;
8. Г. Умнов — 26;
9. В. Хортов — 25;
10. Г. Слепян — 22;
11. Г. Надареишвили — 20.

Лучшая композиция — Козырев.